# Sadomasochizm

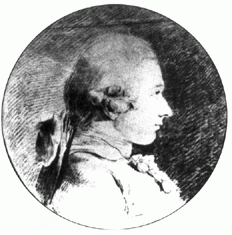
Pisarz Markiz de Sade.

Sadomasochizm – aktywność seksualna związana ze zniewoleniem, zadawaniem i doznawaniem bólu albo upokorzenia. W ramach sadomasochizmu wyróżnić można sadyzm i masochizm. Sadomasochizm jest fizycznym aspektem szerszego katalogu praktyk seksualnych jakim jest BDSM. 

## Rozpowszechnienie
Zachowania seksualne o treści sadomasochistycznej są powszechne wśród ludzi. Wiele osób miewa fantazje seksualne o perwersyjnej (w tym sadomasochistycznej) treści i tego typu zachowania pojawiają się podczas ich gry wstępnej.
Badacze zajmujący się zjawiskiem sadomasochizmu szacują, że około 10% ludzi stosuje praktyki sadomasochistyczne. W badaniach słynnego seksuologa Alfreda Kinseya, 22% mężczyzn i 12% kobiet przyznało się, że reaguje podnieceniem na opowiadania zawierające treści sadomasochistyczne, natomiast 55% mężczyzn i 50% kobiet stwierdziło, że reaguje seksualnie na gryzienie.
W badaniach prowadzonych przez firmę Durex, 16% ankietowanych Polaków przyznało się do używania masek, przepasek i krępowania ciała podczas aktywności seksualnej, natomiast 3,7% twierdziło, że stosuje praktyki sadomasochistyczne.

## Kontrowersje
Sadomasochizm w dalszym ciągu bywa traktowany w seksuologii i psychiatrii jako zaburzenie preferencji seksualnych. Współcześnie w środowiskach medycznych zaczyna jednak dominować pogląd, że jest on zasadniczo nieszkodliwą praktyką seksualną, wobec czego nie powinien być w ogóle traktowany jako zaburzenie. Obowiązująca klasyfikacja chorób ICD-10 uznaje sadomasochizm za zaburzenie w przypadkach, w których przyjemność seksualna osiągana jest w przeważającej mierze lub wyłącznie w wyniku praktyk sadomasochistycznych.  Stanowisko to było jednak krytykowane przez władze medyczne krajów skandynawskich, które wykreśliły (Szwecja w 2009 r., Norwegia w 2010 r., Finlandia w 2011 r.) sadomasochizm z krajowych klasyfikacji zaburzeń seksualnych, uznając, że są to skłonności, których nie można traktować jako dewiacji. Analogiczny pogląd przyjęła Światowa Organizacja Zdrowia w trakcie prac nad nową klasyfikacją chorób ICD-11. Opublikowana w 2018 r. klasyfikacja ICD-11 (weszła w życie z dniem 1 stycznia 2022 r.) nie traktuje dłużej sadomasochizmu (a także fetyszyzmu i transwestytyzmu fetyszystycznego) jako zaburzenia seksualnego, przy czym wyodrębniona została nowa jednostka nozologiczna - sadyzm seksualny z użyciem przymusu, uznawany za zaburzenie.